# 光辉基督清真寺

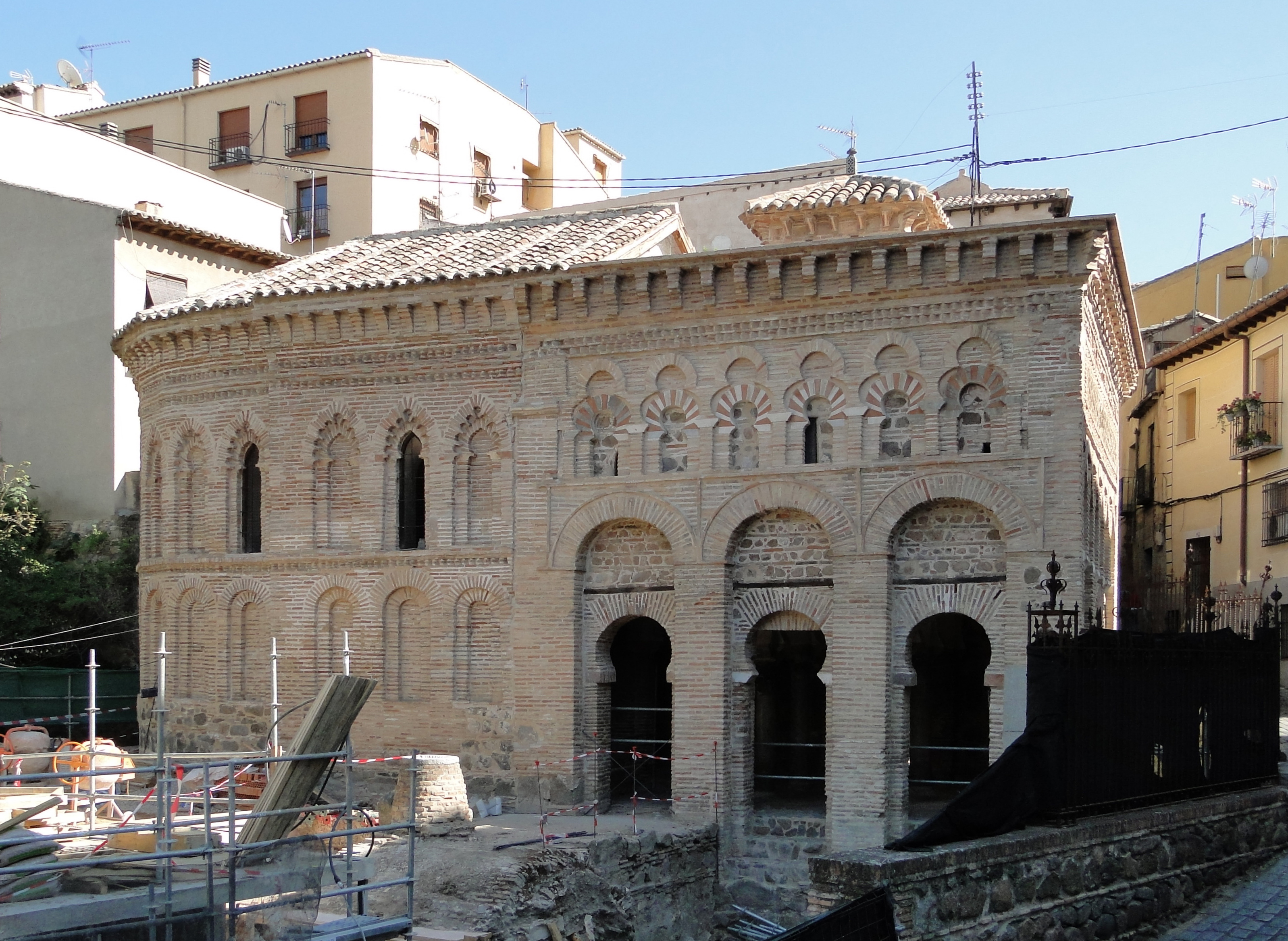
光辉基督清真寺

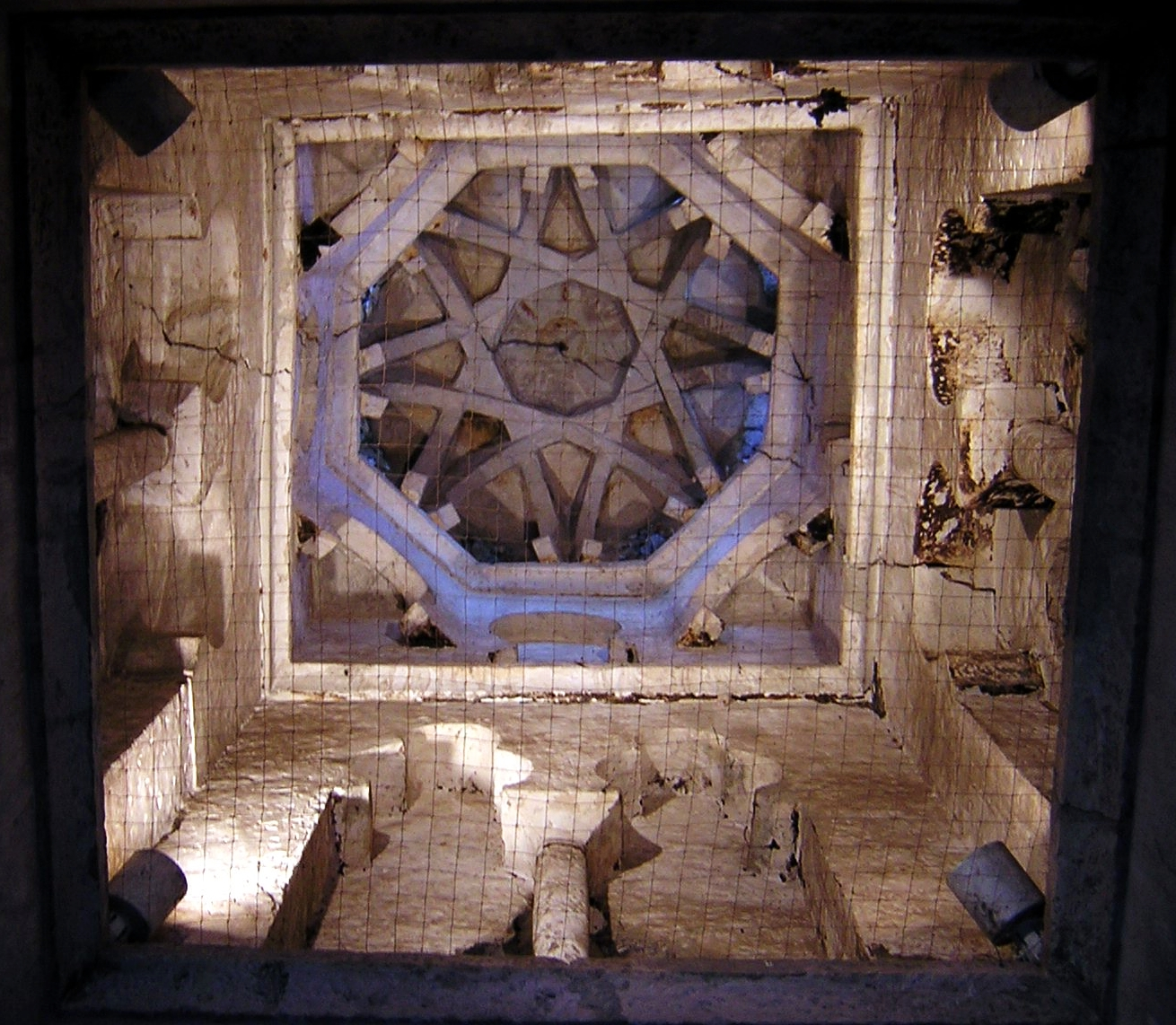
圆顶

光辉基督清真寺（Cristo de la Luz）是西班牙托莱多的一座小型建筑，实测仅有8 x 8 米。它是摩尔时期该城10座清真寺中仅存的一座，原名Mezquita Bab-al-Mardum。它靠近太阳门，原为富裕穆斯林居住的麦地那区。
清真寺西南立面的铭文显示，它兴建于公元999年12月13日到1000年1月11日。据传说，1085年国王阿方索六世征服托莱多，他的马在清真寺门前跪下。光芒引导国王找到了已经隐藏了几百年的基督雕像。于是留下题词：“国王阿方索六世在征服托莱多时留下了这个小堂，并在此举行第一场弥撒”。
1186年，阿方索八世将这座建筑送给圣若望骑士团，他们在此设立了圣十字小堂（Ermita de la Santa Cruz）。